# James G. King
James Gore King (8 mai 1791, New York - 3 octobre 1853, Weehawken), est un homme politique américain.

## Biographie
Fils de Rufus King et de Mary Alsop, et frère de John A. King et de Charles King (en), il suit ses études à l'Université Harvard.
Il est élu membre de la Chambre des représentants des États-Unis de 1849 à 1851.

## Sources
- (en) Cet article est partiellement ou en totalité issu de l’article de Wikipédia en anglais intitulé « James G. King » (voir la liste des auteurs).